# キャンドルちゃん
『キャンドルちゃん』（英：Candleman、中：蜡烛人）は、中国のインディーゲームスタジオSpotlightor Interactive（中：交典创艺）が開発した3Dアクションゲーム。

## 概要
ろうそくの姿をしたキャラクター「キャンドルちゃん」が、なぜ自分が燃えているのかと自問する中で闇夜を明るく照らす大きな存在になることを決意し、自身を導く光を放つ遠方の灯台へ向けて歩みを進める。キャンドルちゃんは10秒間だけ火を灯す能力を持っており、これを駆使しながら暗闇に包まれた各ステージを攻略していく。
本作のプロトタイプの制作は、プロデューサーのGao Mingが参加したゲームジャム「the 27th Ludum Dare」の中で行われた。この時に提示された開発テーマは「10秒」で、初めの段階では10秒の光を放つトーチを持った人間を主人公としていたが、テストを重ねる中で燃焼時間が限られているキャンドルのアイデアを思い付き、そこから、キャンドルに足のついた「歩くキャンドル」が生まれた。このプロトタイプに対してゲームジャム内で好意的な意見が寄せられたことから、1週間をかけて内容を洗練したものをウェブサイト「Kongregate」上で無料配信し、閲覧者たちから注目を集めた。その後まもなく、マイクロソフトが展開するインディーゲームスタジオ支援機構「ID@Xbox」のプロジェクトに選出され、製品化に向けた開発が行われることとなった。

## システム
本作の物語は後述のように各章に分かれており、それぞれに複数のステージが含まれている。各ステージの大部分は周囲や足元が全く見えない暗さで、キャンドルちゃんの灯火やステージ各所のキャンドルにキャンドルちゃんが火を灯すことなどで明るくしながら状況を把握する必要がある。ステージ最深部にある光のエリアに到達すればステージクリアとなる。
キャンドルちゃんは1ステージ内で累計10秒間火を灯すことができる。点灯中は体の蝋が溶け落ちていき、10秒が経過すると溶けきってミスとなる。落ちた蝋は暗い中でも目視でき、ミス後にゲームを再開する際にもそのまま残っている。

## 章
第1章 キャンドルはなぜ燃える
木製の廃船の内部を探索する。全4ステージ。
第2章 彼方からの呼び声
大量の本が堆く積まれた空間を進む。全3ステージ。
第3章 運命の針路
触れるとミスになる炎が至る所で噴き出している。全3ステージ。
第4章 外の世界
キャンドルちゃんの炎で開く棘付き花や長く伸びている足場のツタなど、様々な植物で構成されている。全4ステージ。
第5章 恐ろしいほど静かな海
水面で浮き沈みする花や水面を流れる花を飛び移りながら進む。全5ステージ。
第6章 花の咲き誇る道
キャンドルちゃんの炎に反応して開く花を足場にしながら進む。全3ステージ。
第7章 冷たい歓迎
一部の石壁が上下・左右・前後に動き続けている。全4ステージ。
第8章 影とともに進む
画面手前の通常世界と奥の鏡面世界の2層構造。両方のキャンドルちゃんは同じ動きをするが、一方の世界の地形は一部が見えなくなっていたり影のみが表示されていたりする。全5ステージ。
第9章 夢の終わり
回り続ける巨大な歯車を乗り継ぎながら進む。全3ステージ。
第10章 悪夢
青白い光を放つ電球が各所に配置されており、キャンドルちゃんがこの光を浴びると寿命が徐々に削られていく。全4ステージ。
第11章 暖かい答え
最初のステージでは画面奥の光に向かって進み、他のステージでは水面を流れる花に乗って移動する。一部の水面は薄氷で覆われている。全3ステージ。
第12章 より明るい炎
火をつけると上方または前方へ進む爆竹や、光弾を放ち障害物を破壊できる魚型の砲台を利用しながら進む。全5ステージ。